# Torre de Juan Abad
Torre de Juan Abad é um município da Espanha na província de Ciudad Real, comunidade autónoma de Castilla-La Mancha, de área 399,73 km² com população de 1335 habitantes (2006) e densidade populacional de 3,38 hab/km².
Foi a povoação onde se inspirou o poeta espanhol Francisco de Quevedo para escrever grande parte da sua obra.

## Demografia
| Variação demográfica do município entre 1991 e 2004 | Variação demográfica do município entre 1991 e 2004 | Variação demográfica do município entre 1991 e 2004 | Variação demográfica do município entre 1991 e 2004 |
| --------------------------------------------------- | --------------------------------------------------- | --------------------------------------------------- | --------------------------------------------------- |
| 1991                                                | 1996                                                | 2001                                                | 2004                                                |
| 1817                                                | 1521                                                | 1366                                                | 1349                                                |

## Património
- Casa-museu do escritor do Século de Ouro
- Centro internacional de Humor Gráfico
- Ermida de Nossa Senhora da Vega